# Данилишин Олександр Павлович
Олександр Павлович Данилишин (рос. Александр Павлович Данилишин; 22 грудня 1989, м. Челябінськ, СРСР) — російський хокеїст, воротар. Виступає за «Мечел» (Челябінськ) у Вищій хокейній лізі.
Вихованець хокейної школи «Трактор» (Челябінськ). Виступав за «Трактор-2» (Челябінськ), «Трактор» (Челябінськ), «Білі Ведмеді» (Челябінськ).